# Antonino López Iriarte
Antonino López Iriarte (n. San Salvador de Jujuy, 1885-San Salvador de Jujuy, 23 de noviembre de 1940) fue un abogado y político argentino, perteneciente al conservador Partido Popular. Fue ministro de Gobierno, Justicia e Instrucción Pública de la provincia de Jujuy durante la dictadura militar que designó como interventor federal a José Lucas Penna, entre 1931 y 1932. Tras su renuncia el 10 de febrero de este último año, ocupó interinamente la jefatura ejecutiva jujeña por ocho días hasta la juramentación de Fenelón Quintana, que había sido elegido gobernador en noviembre anterior.
Nacido en la capital jujeña, Iriarte cursó sus estudios primarios y secundarios en su ciudad natal y posteriormente estudió abogacía en la Universidad Nacional de Córdoba. Ejerció como profesor en el Colegio Nacional de Jujuy y fue Agente Fiscal de la Provincia, del 26 de septiembre de 1912 al 15 de noviembre de 1913. Ese año fue ascendido a Juez del Crimen, atendiendo este Juzgado hasta el 27 de agosto de 1916, luego de lo cual fue Juez de Primera Instancia en lo Civil y Comercial. El 9 de octubre de 1931 fue designado por el interventor de facto Penna para el cargo ministerial que ocupó hasta la renuncia de este último que lo llevó a ejercer la intervención por poco más de una semana. Durante este corto interinato, designó a Pedro Campos como ocupante de las anteriores carteras ministeriales.
Durante la Década Infame mantuvo una carrera política destacada dentro del oficialista Partido Popular, resultando electo convencional constituyente de la provincia en 1934, y posteriormente intendente de San Salvador de Jujuy desde el 1 de abril de 1936 hasta el 1 de abril de 1939. En 1940 se presentó como candidato a vicegobernador secundando la fórmula que encabezaba Carlos Kunz. Sin embargo, el PP perdió ampliamente las elecciones de marzo ante la fórmula de la Unión Cívica Radical, encabezada por Raúl Bertrés. Iriarte falleció poco después de la derrota, el 23 de noviembre del mismo año.